# 過レニウム酸
過レニウム酸（かレニウムさん、英: perrhenic acid）は、化学式が Re2O7(OH2)2 と表されるレニウムの化合物である。酸化レニウム(VII) Re2O7 の水溶液を蒸発させることで得られる。慣例的に過レニウム酸は HReO4 の化学式をもつとされる。この化学種は、水あるいは蒸気中で酸化レニウム(VII)を昇華させることで生じる。Re2O7 の溶液を数か月放置すると、分解して HReO4•H2O の結晶が生じる。これは四面体形の ReO4- を含む。ほとんどの用途においては、過レニウム酸と酸化レニウム(VII)は相互に使用される。

## 性質
固体の過レニウム酸の構造は {\displaystyle {\ce {[O3Re-O-ReO3(H2O)2]}}}と表される。この化学種は、水を配位子とする金属酸化物のまれな例である。ほとんどの金属-オキソ-アクア種は対応する水酸化物に対して不安定である。
{\displaystyle {\ce {M(O)(H2O)\ -> M(OH)2}}}
気体の過レニウム酸は、HReO4 という化学式が示唆するように四面体形である。
濃厚水溶液中では三塩基酸であるメソ過レニウム酸(H3ReO5)を生成するとされているが、これは単離されていない。過レニウム酸の濃厚水溶液の当量導電率の低下は、この弱酸であるメソ過レニウム酸の生成が原因と推定される。
過マンガン酸イオンとは異なり、水溶液中では安定で、酸化剤としての作用は弱く、過テクネチウム酸イオンに類似する。アルカリ性水溶液中では安定、HCl、HBr、HI水溶液中では還元される。
水溶液中における過レニウム酸イオンの標準酸化還元電位は以下の通りである。
{\displaystyle {\ce {ReO4^{-}\ +2H^{+}\ +{\mathit {e}}^{-}\rightleftarrows \ ReO3(s)\ +H2O\ ,}}} {\displaystyle \ E^{\circ }=0.768V}
{\displaystyle {\ce {ReO4^{-}\ +4H^{+}\ +3{\mathit {e}}^{-}\rightleftarrows \ ReO2(s)\ +2H2O\ ,}}}{\displaystyle \ E^{\circ }=0.51V}
{\displaystyle {\ce {ReO4^{-}\ +8H^{+}\ +7{\mathit {e}}^{-}\rightleftarrows \ Re(s)\ +4H2O\ ,}}}{\displaystyle \ E^{\circ }=0.34V}

## 反応
過レニウム酸または無水酸化レニウム(VII)を硫化水素で処理すると硫化レニウム(VII)が得られる。
{\displaystyle {\ce {Re2O7\ + 7 H2S -> Re2S7\ + 7 H2O}}}
複雑な構造を有し、二重結合の水素化を触媒する硫化レニウム(VII)は、貴金属の触媒毒となる硫黄化合物に耐性があるため有用である。Re2S7 はまた亜酸化窒素の還元を触媒する。
HCl 下の過レニウム酸はチオエーテルおよび三級ホスフィンによって Re(V) に還元され、ReOCl3L2 を与える。
白金に担持された過レニウム酸は、石油産業において有用な水素化触媒および接触水素化分解触媒となる。例えば、過レニウム酸の溶液を染み込ませたシリカは500 °Cで水素還元される。この触媒はアルコールの脱水素化や、アンモニアの分解促進に用いられる。

## 触媒作用
過レニウム酸は多くの均一触媒の前駆体であり、その一部はレニウムの高いコストに値するニッチな用途に有望視されている。また、アミドおよびオキシムのニトリルへの脱水を触媒する。
三級アルシンと結合した過レニウム酸は、過酸化水素によるアルケンのエポキシ化触媒を与える。

## 他の利用
過レニウム酸はX線ターゲットの製造に用いられる。